# Marika Domińczyk
Marika Domińczyk (* 7. Juli 1980 in Kielce, Woiwodschaft Heiligkreuz) ist eine US-amerikanische Schauspielerin polnischer Herkunft.

## Leben
Domińczyk zog als dreijähriges Kind mit ihrer Familie nach New York City, da ihr Vater, ein Aktivist der Gewerkschaft Solidarność, Polen verlassen musste. Sie ist die jüngere Schwester der Schauspielerin Dagmara Domińczyk und spricht neben Englisch auch fließend Polnisch.
Marika Domińczyk spielte 2004 eine fortlaufende Rolle in den US-Fernsehserie The Help. 2005 war sie in der Rolle der Bernadette in dem Film Jungfrau (40), männlich, sucht… zu sehen. Sie spielte 2006 eine Gastrolle in der Serie Heist und von 2006 bis 2007 in der Serie Brothers & Sisters. 2008 hatte sie einen Gastauftritt in der Serie Dr. House.
Im Juni 2007 heiratete Domińczyk den Schauspieler und Produzenten Scott Foley. Die beiden sind Eltern von drei Kindern.

## Filmografie (Auswahl)
- 2000: The $treet (Fernsehserie, Folge 1x04)
- 2001: 3 A.M.
- 2001: Law & Order: Special Victims Unit (Fernsehserie, Folge 2x10)
- 2002: Porn ’n Chicken (Fernsehfilm)
- 2002: Witchblade – Die Waffe der Götter (Witchblade, Fernsehserie, Folge 2x01)
- 2004: The Help (Fernsehserie, 7 Folgen)
- 2004: North Shore (Fernsehserie, 6 Folgen)
- 2004: Invitation to a Suicide
- 2005: Halley’s Comet
- 2005: Jungfrau (40), männlich, sucht… (The 40 Year-Old Virgin)
- 2006: Bones – Die Knochenjägerin (Bones, Fernsehserie, Folge 1x10)
- 2006: Heist (Fernsehserie, 7 Folgen)
- 2006–2011: Brothers & Sisters (Fernsehserie, 10 Folgen)
- 2008: Las Vegas (Fernsehserie, Folge 5x13)
- 2008: Dr. House (House, M.D., Fernsehserie, Folge 5x03)
- 2008: Who Do You Love
- 2008: Get Smart – Bruce und Lloyd völlig durchgeknallt (Get Smart’s Bruce and Lloyd Out of Control)
- 2009: I Hope They Serve Beer in Hell
- 2009: The Unit (Fernsehserie, Folge 4x21)
- 2011: Rizzoli & Isles (Fernsehserie, Folge 2x07)
- 2013: Vegas (Fernsehserie, Folge 1x15)
- 2013: Criminal Minds (Fernsehserie, Folge 9x10)
- 2014: Let’s Kill Ward’s Wife
- 2016–2017: Grey’s Anatomy (Fernsehserie, 11 Folgen)
- 2019: Whiskey Cavalier (Fernsehserie, 6 Folgen)
- 2020: Hawaii Five-0 (Fernsehserie, Folge 10x16)
- 2022: Inventing Anna (Fernsehserie, Folge 1x02)
- 2022: Barry (Fernsehserie, 2 Folgen)